# オガデン戦争
オガデン戦争（オガデンせんそう、Ogaden War、ソマリ語: Dagaal Ogaadeen
、アムハラ語: የኦጋዴን ጦርነት）は、1977年から1988年にかけてエチオピアとソマリアの間で起こった戦争。オガデン紛争（オガデンふんそう）、起こった場所の通称からアフリカの角戦争（アフリカのつのせんそう）とも呼ぶ。

## 概要

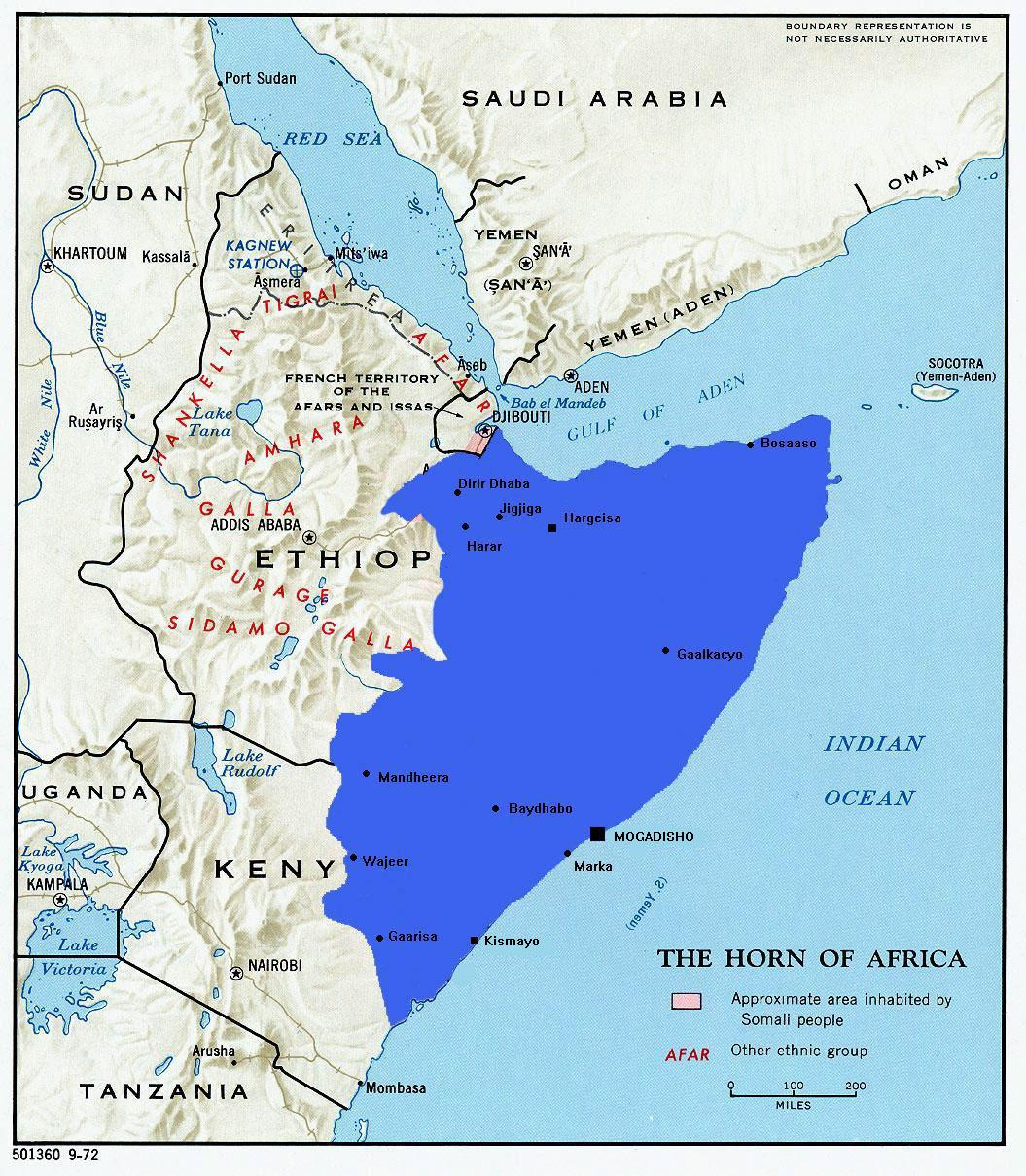
大ソマリア主義による大ソマリアの範囲

ソマリアの主な民族であるソマリ族は、ソマリアの他にケニア東部、エチオピアのオガデン、ジブチに居住している。ソマリアでモハメド・シアド・バーレが台頭すると、これら全てを統合した民族国家を建設しようとする大ソマリア主義を呼びかけた。
特にソマリアに支援されたエチオピア領内のソマリ解放運動（フランス語: Front de libération Somali Abo）は1977年に激化の一途をたどった。同年8月にはエチオピアとソマリアとの間に紛争が発生し始め、11月には運動によるオガデン地方分離独立の危機も発生した。エチオピア軍はソマリ解放運動への支援を絶つためソマリアとの直接対決を決意、1978年2月に開戦した。
エチオピアは1974年にクーデターによって皇帝ハイレ・セラシエ1世を廃位し社会主義を宣言、以来ソビエト連邦との友好関係を築いてきた。
開戦当初、ソ連は双方の側に立って仲介を試みたが失敗。1978年11月に両国は友好協力条約を調印し、ソ連はエチオピアに対し武装船団による大々的な支援を行い、ソマリアへの援助を停止した。また、キューバは1万5千人の兵力を派遣してエチオピアを支援し、南イエメンや北朝鮮、東ドイツも軍事訓練の面などでエチオピアを援助した。
これに対し、ソマリアをアメリカ合衆国、エジプトやサウジアラビアなどの親米反共のアラブ諸国（サファリ・クラブ）が支援したため、オガデン戦争は冷戦の代理戦争の様相を呈した。また、一方で中ソ論争でソ連と対立していた中華人民共和国からも軍事援助を受け、チャウシェスクの下で独自路線を展開していたルーマニアはソマリア側についた。ソマリアはこの戦争でエチオピア側に付いたソ連とキューバの軍事顧問団を追放して東側諸国と断交し、共産圏ではソ連と敵対していた中国とルーマニアのみ国交を維持した。

## 戦争の推移
エチオピアの資料によると1977年7月13日午前3時、ソマリア軍の兵士7万人、航空機40機、戦車250両、装甲兵員輸送車350両、火砲600門が国境を越えてエチオピアに侵攻した。この戦力は当時ソマリアが保有していたほぼすべての兵力だと考えられている。7月末にはソマリアはオガデン州の60パーセントを掌握していたが、エチオピア空軍が、ソマリア軍のMiG-21戦闘機よりも少数であったF-5戦闘機により反撃に成功し、制空権を奪還した。 
その後戦争は長期化し、1983年7月にはエチオピア軍がソマリア領内に侵攻したため、ソマリアは大きな痛手を蒙った。しかし、冷戦が和らぐにつれ、米ソの影響によって関係修復に向かい、またソマリアが内戦に陥って弱体化、大ソマリア主義も沈静化したため、1988年に両国は停戦合意した。